# Amatory
Amatory (стилизировано [AMATORY]) — российская метал-группа, образованная Даниилом «Stewart» Светловым и Денисом «Denver» Животовским в Санкт-Петербурге в 1998 году. Осенью того же года к ним присоединился Евгений «PJ» Потехин, а ещё через два с половиной года в состав вошёл Сергей «Gang» Осечкин и трио стало квартетом. Первая репетиция в «классическом» составе из 4 человек состоялась 1 апреля 2001 года, — позднее эта дата стала официальным днём рождения группы.
Amatory считаются одними из основателей российского альтернативного металла, но на протяжении всего существования группы их музыкальный стиль неоднократно менялся.
В 2005 году Amatory стали лауреатом премии RAMP в двух номинациях: песня «Чёрно-белые дни» победила в номинации «Клип года», а сама группа выиграла в номинации «Группа года». В том же году коллектив получил награды St. Petersburg Alternative Music Awards в категориях «Лучшее музыкальное видео» за песню «Чёрно-белые дни» и «Лучший альбом» за «Неизбежность», а также приз зрительских симпатий премии FUZZ 2005. В 2008 году группа победила в номинации «Лучшая альтернативная группа» премии FUZZ 2008, а в следующем году получила приз «Выбор Интернета» «Нашего радио». Так же в 2009 году песня «Дыши со мной» стала лауреатом премии RAMP в номинации «Хит года».

## История

### Зарождение группы и первый состав (1998—2001)
Основатели Amatory Даниил «Stewart» Светлов и Денис «Denver» Животовский познакомились в возрасте тринадцати лет весной 1998 года, когда катались на скейтбордах во дворе дома, где оба на тот момент проживали. Сойдясь в музыкальных предпочтениях, они стали репетировать на квартире Светлова — Даниил играл на барабанах, а Денис на акустической гитаре. Осенью того же года общий знакомый, услышав, что у них группа, но играют они вдвоём, свёл их с Евгением Потехиным, который был старше, опытнее и имел дополнительное оборудование, включая усилитель и гитарную педаль. Потехин стал вокалистом и «настоящим» гитаристом группы, а также её лидером и идейным вдохновителем. Животовскому было предложено перейти на бас, но изначально он воспринял эту идею негативно, поскольку не хотел тратиться на новый инструмент. Вскоре распалась группа одного его знакомого, у которого он купил бас-гитару за небольшие деньги, тем самым положив конец безуспешным поискам басиста.

С приходом Потехина репетиции переместились на квартиру Животовского, поскольку там была свободная комната, куда Светлов перенёс свою барабанную установку. Они завесили все стены коврами, чтобы приглушить звук, но это не помогло — соседи регулярно звонили, колотили в дверь и вызывали полицию. Репертуар их первых концертов в близлежащих школах состоял в основном из кавер версий песен группы Nirvana. Вскоре Потехин и Животовский увлеклись Korn, а Светлов в это же время проникся идеями ультратяжёлых форм металла, таких как блэк-метал и грайндкор. Он стал постепенно отдаляться от товарищей по группе, не желая играть их «поп-музыку», и в конце концов ушёл от них, забрав свою барабанную установку. Для того, чтобы вернуть Светлова, Потехин и Животовский пошли на хитрость — они начали сочинять музыку в стиле грайндкор, постепенно вводя в неё элементы ню-метала.
Летом 1999 года PJ нашёл репетиционную точку в подростковом клубе «Рубин», в связи с этим безымянной группе понадобилось название — Потехин назвал её Amatory, найдя в англо-русском словаре слово, созвучное Crematory, Obituary и Cemetary.
К началу 2000 года репертуар Amatory насчитывал с десяток грайндкоровых песен, которые делились на два вида: несколько треков секунд по сорок и ещё несколько, которые чуть более походили на полноценные песни с куплетом и припевом. В это время PJ и Denver начали воплощать вторую стадию своего плана и потихоньку интегрировать в грайндкор альтернативные моменты. Поначалу Светлова это очень напрягало, потому что любое отступление от грайндкора воспринималось им как чуждая идеология и «сделка с совестью». Этот переходный момент отражён в первом демо, которое было записано вживую на той же репетиционной точке и состояло из 30 треков общей длительностью около 18 минут К осени PJ написал несколько песен для нового демо, в котором акцент ещё больше был смещён в сторону альтернативы, но к тому времени Светлов уже успел проникнуться альбомом КоЯn Follow The Leader и саундтреком Limp Bizkit к фильму «Миссия невыполнима», поэтому постепенный отход от грайндкора воспринимался им уже без острого внутреннего конфликта. Второе демо, в которое вошли треки Без слёз (самая старая песня Amatory), Трансплантанты, Не доживая, Лесбис и Fight Me, было замечено директором петербургского клуба «Полигон» Павлом Клиновым. С выступлений в этом клубе для Amatory начался путь к известности.
Постепенно участники группы осознали необходимость во втором гитаристе, и после непродолжительных поисков им стал Сергей «Gang» Осечкин. Первая репетиция в составе из четырёх человек состоялась 1 апреля 2001 года — позже этот день стал официальной датой рождения группы. В качестве квартета команда отыграла несколько концертов, но в июне Потехина забрали в армию на два года. Лишившись своего лидера, вокалиста и основного автора песен, Amatory решили двигаться дальше. Вокал и написание текстов взял на себя Denver, а написание музыки закрепилось за Gang’ом. Таким усечённым составом группа записала демо «Не доживаю», которое изначально должно было быть записано вместе с PJ.

### 2001—2004: «Вечно прячется судьба»
После того, как первое демо было записано, Amatory решают поэкспериментировать со звучанием. В то время в тяжёлой музыке была крайне актуальна тема рэпа, и Denver предложил своему школьному другу Алексею «Lexus» Овчинникову, который писал и исполнял песни в стиле рэп и хип хоп, попробовать записать что-то с ними. В сентябре 2001 года Lexus вошёл в состав группы в качестве рэпера, а ещё через полгода к ним присоединился Алексей «Liolik» Скорняков, у которого был профессиональный семплер AKAI S1100, что позволило разнообразить музыку электронным звучанием.
После появления в группе двух новых участников Amatory записали на лейбле Caravan Records сплит-кассету «Хлеб» с группой SPERMADONARZ (совместный проект групп «Animal Джаз» и «Кирпичи»). Презентация Хлеба была назначена на 26 ноября 2002 в новом клубе Орландина, — туда приехали все, кроме Скорнякова. Через какое-то время выяснилось, что Лёлик был на пути в клуб, когда его остановил патруль проверить документы, и в тот же день он оказался в армии вслед за Потехиным. Таким образом группа потеряла своего второго музыканта.
«Хлеб» хорошо продавался, и группа решила записать свой дебютный альбом. Предваряющим синглом стала песня «Осколки», к которой добавили самую новую на тот момент песню Молоко (Молочный Коктейль) и три концертных трека, взятых с Хлеба: «Чувства», «Не отсюда» и кавер на (SIC) Slipknot, записанный при участии Данилы «Danny Boy» Смирнова из группы Кирпичи.
Весной 2003 года вторым гитаристом в группе стал Александр «Alex» Павлов. В это же время из армии вернулся Евгений Потехин, который во время своего пребывания в рядах вооружённых сил формально оставался в составе. К моменту его возвращения Amatory уже довольно сильно сменили направление, поэтому PJ начал реализовывать свои музыкальные идеи как гитарист, вокалист и автор песен в группе The Korea.
14 ноября 2003 года свет увидел альбом Вечно прячется судьба, названный так по названию одной из песен, которая была написана под впечатлением от одноимённого рассказа Ирвина Уэлша из трилогии Экстази: Три Истории О Любви и Наркотиках. Сведением и мастерингом занимались Павел Клинов и Захар Май, только что вернувшийся из США после 15 лет эмиграции и имевший передовое звукоинжерное оборудование.

### 2004—2006: «Неизбежность»
В начале 2004 года Lexus покинул группу, а его место занял гитарист группы Stigmata — Игорь Капранов. Первой работой с Капрановым стал макси-сингл Две Жизни, вышедший 14 марта 2004 года на лейбле Капкан Рекордс. На обложке этого релиза впервые появился фирменный логотип [AMATORY] — квадратные скобки, в которые заключены название группы и прозвища её участников. Сразу после выхода сингла команда приступила к записи своего второго альбома. Несмотря на то, что Igor пришёл в группу как вокалист, к началу записи песен он ещё не владел вокалом в достаточной мере, поэтому практически все партии гроула во время работы над новым релизом были записаны Denver’ом.
Второй альбом [AMATORY], спродюсированный датским продюсером Якобом Хансеном и получивший название «Неизбежность», увидел свет 14 октября 2004 года. Благодаря работе с Якобом Amatory заиграли «на западный манер». Неизбежность вошла в пятёрку самых продаваемых рок-альбомов, а вокалист группы [IGOR], по заявлению журнала FUZZ, стал голосом поколения. В 2004 году Amatory совместно с группами «Психея» и «Jane Air» создали коалицию «SPbMusic», благодаря чему значительно увеличилась аудитория каждой из команд.
17 декабря 2004 в интернете появился музыкальный клип на песню Чёрно-белые дни, снятый Евгением Priest Казаковым из Devian Creations. Помимо основной идеи Черно-Белых Дней в видео есть отсылки ко многим другим песням группы Amatory, таким как: Молочный Коктейль, Осколки, Две Жизни, Вечно Прячется Судьба, Не Отсюда, Клетка, Километры, Беги Вслед за Мной, Сломанный Мир и Глубоко Внутри. В феврале 2005 года вышел сингл Чёрно-белые дни, на обложке которого было посвящение гитаристу Даймбегу Дарреллу групп «Pantera» и «Damageplan», который был расстрелян фанатичным поклонником прямо на сцене во время концерта в декабре 2004 года.
Весной 2005 к группе в должности техника присоединился Liolik — их бывший электронщик, вернувшийся к тому времени из армии. Его первым концертом, отработанным с Amatory в новом качестве, стал фестиваль FUZZ во Дворце спорта Юбилейный, где по итогам голосования группа завоевала «Приз зрительских симпатий». В мае на лейбле Капкан Рекордс вышел первый DVD группы под названием [P]OST [S]CRIPTUM, в который вошли любительские съёмки с концертов, гримёрок и записи новых песен на студиях ДДТ и Hansen Studios. Так же в DVD вошли музыкальные клипы на песни Осколки и Чёрно-белые дни, и несколько концертных треков, снятых на презентациях Неизбежности.
В сентябре 2005 [AMATORY] разогревали Korn на первой церемонии вручении премий RAMP 2005 только что созданного музыкального альтернативного канала A-One, одновременно с этим музыкальный клип на песню Чёрно-белые дни победил в номинации «Клип года», а сама группа взяла приз «Группа года». Примерно в то же время у команды появилось фанатское движение [White Trap], участники которого организовывали различные фан-акции во время выступлений и добавляли концертам зрелищности.

### 2006—2008: «Книга мёртвых»
В начале 2006 года вышел EP Discovery, который изначально планировался как шуточный новогодний релиз. В него вошли 5 каверов и одна оригинальная песня Rock Baby.
Весной 2006 года группа поехала в «Rock 5 Tour», во время которого у [GANG]’а часто поднималась температура и он чувствовал острую боль в правом боку. Летом, во время работы над новым альбомом с Джейкобом Хансеном, он чувствовал себя очень плохо, поэтому во время первой части тура Live Evil его заменял гитарист группы Perimeter Николай «Niki» Юрьев.
Третий альбом группы под названием Книга мёртвых вышел в пятницу 13-го, в октябре 2006 года. Спустя пять дней, незадолго до выхода на сцену перед Stone Sour на церемонии вручения премий RAMP 2006, музыканты узнали, что Осечкину поставили диагноз рак печени. Он умер в возрасте 23 лет 15 марта 2007 года и был похоронен на кладбище «Памяти Жертв 9 января» вместе со своей первой гитарой Jackson, подаренной ему бабушкой. В 2015 году на альбоме «6» группа посвятила ему песню 15/03. Позже члены группы неоднократно называли этот период худшим временем в истории группы — они решили продолжать, но это решение далось им с трудом. По словам Светлова, они тогда пили не переставая, чтобы как-то это пережить.
Несмотря на то, что группа снова осталась вчетвером, по словам «Российской газеты» в 2007 [AMATORY] стали феноменом и «диктатором моды» на российской музыкальной сцене, давая рекордное количество солд-аут концертов по всей стране и вызывая небывалый ажиотаж. Примерно в это же время у группы появились поклонники в других странах — они получали письма из Латинской Америки, Европы и Азии.
Во вторую часть Live Evil Tour с ними поехал гитарист Иван Людевиг (ex-Кирпичи). С ним 26 апреля Amatory отыграли концерт во дворце спорта «Юбилейный», который был снят в сотрудничестве с Евгением Priest Казаковым и годом позже выпущен в качестве концертного DVD Live Evil. Летом группа выступала вчетвером, а на второй гитаре при необходимости играл Igor. В таком качестве они были приглашены играть с Linkin Park, но сделали выбор в пользу своего сольного концерта в Москве и благотворительного концерта памяти Gang’a, все средства от которого пошли его семье и на установку мемориала.
В сентябре Amatory отправились в Saint Seventh Tour с сессионным гитаристом Дмитрием Рубановским К началу тура был приурочен выход концертного видео Эффект Бабочки в поддержку будущего концертного DVD, а также выпущен DVD Evol.01, состоящий из любительских видео, снятых самими музыкантами и их командой во время туров начиная с мая 2005. В течение Saint Seventh Tour портал Наше ТВ показывал мини-сериал под названием «[AMATORY] в твоём городе», куда вошли закулисные съёмки с концертов и гримёрок, а также их дорожные приключения.
18 октября 2006 года телеканал A-ONE объявил о начале голосования по выбору «независимого кандидата» от России на Евровидение-2007, настаивая на необходимости отправки коллектива альтернативной музыки на конкурс. По состоянию на январь 2007 года группа Amatory была в числе лидеров голосования, уступая группам «Эпидемия», «Оригами» и «Психея». Поступали сообщения, что Amatory действительно подавала заявку в виде песни «Снег в аду».

### 2008—2010: «VII»
В начале 2008 года компания ESP совместно Александром Павловым выпустила подписную гитару «ESP LTD [A-600]» — она стала первой подписной гитарой от музыканта из России.
20 марта 2008 года [AMATORY] отпраздновали своё семилетие во Дворце спорта Лужники с новым сессионным гитаристом Дмитрием Рубановским. Тогда же состоялась презентация DVD/CD Live Evil, ставшим третьим релизом, созданным в сотрудничестве с Джейкобом Хансеном. В течение года [AMATORY] победили в номинации «Лучшая альтернативная группа» на Xll ежегодной премии журнала «FUZZ» в области рок-музыки и получили «Приз зрительских симпатий» на Metal Planet Awards.
В сентябре сессионный гитарист группы Дмитрий «Jay» Рубановский стал её официальным участником и основным композитором. Чуть позже той же осенью интернет-канал Наше ТВ начал показывать видео-отчёты из студии о процессе записи нового альбома под руководством датского продюсера Ту Мэдсена, известного по работам с Meshuggah, Dark Tranquillity и Ektomorf. В октябре на официальном сайте группы появился первый интернет-сингл с будущего альбома под названием «Вы все лишены своей жизни», а спустя месяц Amatory выпустили сингл «Дыши со мной» на физическом носителе и подписали контракт с музыкальным лейблом ФГ «Никитин». Эта песня попала в широкую ротацию на радио и занимала первую строчку в чартах в течение семи недель.
7 ноября 2008 года свет увидел четвёртый полноформатный альбом группы «VII», названный так в честь семилетия группы. Альбом был записан одновременно на русском и английском языках, но англоязычная версия так и не была издана.
В апреле 2009 года телеканал НТВ показал сюжет об [AMATORY] в рамках проекта Неформат, где рассказывалось о десяти андеграундных музыкальных коллективах из России, которые без поддержки массмедиа и продюсеров смогли добиться большой популярности. Незадолго до этого группа выпустила музыкальное видео на сингл «Дыши со мной», получившее широкую ротацию на ведущих музыкальный каналах России и СНГ, а осенью эта песня победила в номинации «Хит года» премии RAMP 2009. Несмотря на большую популярность, «Дыши со мной» вызвала неразбериху и ошибочные обвинения в плагиате, потому что музыку и текст на английском языке Рубановский написал во времена пребывания в группе «Tearfall», затем вторую версию песни играла его следующая группа «Horizon 8», а версия Amatory, слова к которой написал Животовский, стала третьей по счёту.

«По сути, это уже третья реинкарнация „Дыши со мной“, потому что сочинил я её ещё во времена моей первой группы Tearfall. Разница только в том, что мы её тогда не успели записать, а записали чуть позже с группой, образованной опять же мной после распада Tearfall. Ребятам из [AMATORY] баллада очень понравилась — отсюда и решение записать её для нового альбома и полностью раскрыть её потенциал. Мы сделали новую аранжировку, а [DENVER] написал хороший русскоязычный текст… А собственно, почему бы и нет? Я, честно говоря, даже не думал, что будет такая реакция со стороны части публики, и по-прежнему не понимаю возмущений». — Дмитрий [JAY] Рубановский, «Чёрно-белые дни: Вся правда об [AMATORY]»
27 ноября 2009 года группа представила интернет-сингл «Багровый рассвет», сведённый американским саунд-продюсером Крисом Хариссом (Chris Zeuss Harris — Zeuss), известным по своим работам с Hatebreed, Chimaira, Suicide Silence и многими другими. Спустя несколько дней на канале Amatory в YouTube появилось музыкальное видео на эту песню.

### 2010—2012: «Инстинкт обречённых»
В марте 2010 года издательство Амфора опубликовало книгу музыкального журналиста Алексея Кузовлева «Чёрно-белые дни. Вся правда об [AMATORY]», где рассказывается об истории группы с первых дней её существования и тернистом пути к успеху на основании множества эксклюзивных интервью, взятых у Denver’a, Igor’a, Stewart’a, Alex’a и Jay’а в течение двух с половиной лет.
Тем временем вокалист группы Игорь Капранов начал постепенно углубляться в православную религию. Весной 2009 года он провёл неделю в Валаамском монастыре в одном из самых строгих скитов, а 28 июля 2010 года, спустя две недели после выступления Amatory в Финляндии на одном из крупнейших в мире металл-фестивалей Tuska Open Air, Капранов объявил, что уходит из группы и собирается посвятить себя религии. Это заявление стало полной неожиданностью и для группы, и для фанатов, оно вызвало сильный резонанс и большое количество обсуждений. После этого Капранов прожил год в Валаамском монастыре, отключив телефон и не выходя ни с кем на связь.
Так как Igor покинул Amatory за три недели до старта записи нового альбома, когда уже была забронирована рекорд студия и организован приезд Ту Мэдсена в Петербург, группе в экстренные сроки пришлось искать нового вокалиста. Им стал Вячеслав «Slava» Соколов (ex- Such A Beautiful Day, The Wheels Of Sorrrow). С конца лета на канале AMATORY.TV в видеосервисе «Smorti.com» стали появляться короткие видеоролики, где музыканты рассказывали о процессе записи нового альбома. 6 октября 2010 года группа выпустила первый сингл под названием «Сквозь закрытые веки», одновременно анонсировав своего нового вокалиста.
Пятый студийный альбом, получивший название «Инстинкт обречённых», увидел свет 26 октября 2010 года.
В 2011 году по случаю десятилетия группы коллектив отправился в юбилейный тур с двумя вокалистами — Вячеславом Соколовым и Игорем Капрановым, вернувшимся к тому времени из монастыря и временно присоединившимся к Amatory в качестве специального гостя. Перед началом тура был выпущен подарочный интернет-сингл «Осколки 2.011», где вокальные партии исполняют Igor и Slava, в отличие от оригинальной версии, исполненной Denver’ом и Lexus’ом.
31 мая на лейбле ФГ «Никитин» вышел юбилейный сборник [AMATORY] Mp3 Collection, куда вошли альбомы «Вечно Прячется Судьба», «Неизбежность», «Книга Мёртвых», «VII» и «Инстинкт Обречённых». Спустя месяц после этого релиза группа выступила в качестве специального гостя на концерте Slipknot в спорткомплексе Олимпийский.
В конце года Дмитрий Рубановский покинул коллектив, а новым гитаристом стал Илья Кухин (ex- Such A Beautiful Day, The Wheels Of Sorrrow). С ним группа записала три сингла — Верь Мне, Момент Истины и кавер на песню «Три полоски», записанный вместе с Михалычем, вокалистом Animal ДжаZ. В 2012 году из группы ушёл Александр Павлов и на время тура его заменил сессионный гитарист Илья «Eel» Борисов, позже ставший постоянным участником коллектива.
8 сентября 2012 года на лейбле Капкан Рекордс вышел юбилейный DVD «The X-Files: Live in Saint-P.», записанный во время концерта в день рождения группы 01.04.2011, в котором приняли участие большое количество приглашённых гостей. Незадолго до этого Amatory объявили о приостановке деятельности, объяснив это решение упадком музыкальной индустрии и отсутствием у музыкантов возможности уезжать в длительные туры. В этой же новости они объявили тур под названием «Последний концерт?», и после его окончания 1 января 2013 года ушли в творческий отпуск на неопределённое время.

### 2014—2018: «6»
С конца 2000-х [STEWART] увлёкся электронной музыкой и часто играл DJ сеты после концертов Amatory. В начале 2013, когда группа взяла творческую паузу, он основал EDM-трэп-проект Fatsound Brothers совместно с Дмитрием Музыченко (ex-Naily) и Тарасом Уманским из Стигматы. В рамках этого проекта Музыченко написал несколько композиций, которые впоследствии заложили базу для нового альбома [AMATORY].
В 2014 группа выступила на нескольких фестивалях, без официального возвращения из творческого отпуска.
В конце 2014 года Дмитрий «Helldimm» Музыченко заменил Илью Кухина и стал основным автором музыки. С его приходом группа приобрела более электронное звучание. 30 января 2015 команда представила новую песню Остановить Время на фестивале Stars Fucktory. Она вышла в качестве первого сингла к грядущему альбому 15 июня 2015 года, а спустя четыре дня на канале группы в ютубе вышло музыкальное видео.
6 октября 2015 года Amatory выпустили альбом 6, над которым они работали два года, экспериментируя со звучанием. Это первый релиз за все время существования группы, на котором почти полностью отсутствовал вокал Denver’а.
15 марта 2016 вышло студийное музыкальное видео на песню «15/03», посвящённую гитаристу группы Сергею Осечкину, умершему от рака печени 15 марта 2007 года. Неделей позже вышло нео-нуар видео на песню «Первый». 12 октября 2016 года состоялся новый официальный релиз Amatory — EP «Огонь». Релиз состоял из трёх полноформатных треков, один из которых был записан с российским рэпером ATL.
Начиная с лета 2017 года, Amatory на концертном всероссийском туре. В декабре 2017 года Amatory приняли участие в премии Jager Music Awards, где они представили совместный трек с рэпером Bumble Beezy. Результатом этого сотрудничества стал макси-сингл Original Go Getter/Original Go Getter (Rock Version), увидевший свет 15 марта 2018 года.
11 марта 2018 Вячеслав Соколов был официально уволен из группы. По словам её музыкантов, в течение последнего года с вокалистом никто из коллектива не общался из-за его проблем с алкоголем и непрофессионального поведения, а последней каплей стало его участие в проекте «Песни» на канале ТНТ, где, согласно участникам группы, он повёл себя некорректно по отношению к [AMATORY].

### С 2019: «Doom»
29 марта 2019 группа выпустила сингл «Космо-камикадзе» с новым вокалистом, чьё имя оставалось в тайне. В течение последующих месяцев постепенно анонсировались первые концерты в рамках летних фестивалей «Улетай», «Нашествие» и «Чернозём», а также даты осеннего тура в поддержку нового альбома. При этом использовалось промо-фото группы с новым участником в маске. 5 июля вышел второй сингл «Нож», записанный совместно с рэпером Грязным «RAM» Рамиресом, а на официальном YouTube-канале amatorytube появилось lyrics-видео на эту песню.
Спустя несколько дней группа объявила о прямом эфире ВКонтакте и выложила другое фото в обновлённом составе без маски. Новым вокалистом оказался Сергей Раев, участник Obscure of Acacia, Triumphant, Celestial Meridian, известный также по работе с Shokran и Sumatra.
11 октября стал доступным трек «Звёздная грязь» вместе с предзаказом нового альбома. Альбом получил название «Doom» и вышел 18 октября 2019. 5 ноября вышел клип «Звёздная грязь», в съёмках которого приняли участие фанаты группы.
17 апреля 2020 [AMATORY] выпустили сразу три релиза: «The Unvoiced Pt. I (6 Инструментальный)», «The Unvoiced Pt. III (DOOM Инструментальный)», и EP «The Unvoiced Pt. II (Огонь Инструментальный)». 26 июня 2020 года свет увидела кавер-версия песни ДДТ «Родина», предназначенная для трибьют-альбома «Территория ДДТ», который планируется к выпуску в честь 40-летия коллектива.
Во время работы над Doom было записано 23 демо, из которых были выбраны десять, наиболее подходящих под концепцию альбома. 30 января группа объявила конкурс We play — you sing, в котором участникам предлагалось написать текст и вокальную партию на одну из инструментальных композиций, не вошедших в альбом. По результатам конкурса победила песня I Sing You Pay белорусского музыканта Miroshland из метал-группы An Argency. Она была перезаписана вместе с участниками группы и выпущена в качестве сингла 18 сентября 2020.
30 марта 2021 года в преддверии концерта «Ama20ry All Stars» группа совместно с Ауткаст, а именно — бывшими участниками Amatory (Игорем [IGOR] Капрановым, Александром [ALEX] Павловым и Дмитрием [JAY] Рубановским) выпускают подарочный сингл «Снег в аду 2.021».
13 августа 2021 года группа выкладывает в YouTube DVD концерта, который был отыгран 23 апреля этого же года в честь 20-летия группы. Позже выходит концертный альбом «ALL STARS: LIVE IN MOSCOW 2021».
В 2023 году группа перезаписывает пять песен с их дебютного альбома «Вечно прячется судьба» — «Восковой дождь», «Страница VI», «Осколки», «Вечно прячется судьба» и «59» и издаёт их в качестве EP.
В 2024 году про группу Amatory был отснят документальный фильм «Остановить время», где подробно рассказали историю становления группы и показали раритетные и архивные кадры.
7 ноября 2024 Сергей Раев в своем телеграм канале объявил об уходе из группы: «Ну вот и пришло время озвучить решение которое я сделал почти полтора года назад. Всю подробную информацию по поводу причин моего решения об уходе из группы  вы сможете увидеть в фильме, который я надеюсь выйдет в ближайшее время. От себя скажу что решение было принято  взвешенно. Я выбрал для себя другую дорогу по которой следую уже полтора года с группой Shokran и сольным творчеством. Парням из Amatory хочу сказать за все спасибо. Всех люблю , всем рок».

## Награды
- St. Petersburg Alternative Music Awards — 08.04.2005 : «Лучшее музыкальное видео» за «Чёрно-белые дни»; «Лучший альбом» за «Неизбежность»
- Приз зрительских симпатий FUZZ — 09.04.2005 : «Лучшая группа»
- RAMP (Rock Alternative Music Prize) 2005 : «Лучшая группа»; «Лучшее музыкальное видео» за «Чёрно-белые дни» — 22.09.2005
- Премия FUZZ 2008 : «Лучшая альтернативная группа»
- Metal Planet Awards — 15.06.2008 : приз зрительских симпатий в категории «Лучшая группа»
- RAMP 2009 : песня «Дыши со мной» победила в номинации «Хит года» — 29.10.2009

## Сторонние проекты
- Евгений «PJ» Потехин, один из первых участников Amatory, с 2003 по 2016 год был вокалистом и гитаристом коллектива The Korea, играющего металкор, альтернативный метал и джент. В 2017 году создал хоррор-рэп-группу Askeza.
- Даниил Светлов играет в маткор-группе Правда (2002—2004, 2023—н.в.) вместе с Даниилом Смирновым (Кирпичи, Won James Won) — вокал, бас-гитара, Иваном Людевигом (ex-Кирпичи) — гитара, Александром Тельпуком (Won James Won) и Сергеем Соколовым.
- Stardown — грув-метал-группа, в начальный состав которой входили Даниил Светлов и Александр Павлов, а также Евгений Ардентис (ex-Katalepsy) и Станислав Рождественский (ex-Korea). В настоящее время состав таков: Евгений Ардентис — вокал, Александр Павлов — гитара, Сергей Егоров — ударные (Mother), Павел Пауков — бас-гитара (rolleRCoaster), Дмитрий Карманов — гитара.
- Игорь Капранов играл на гитаре в эмокор-группе Choo-Joy, вместе с Антоном Лиссовым (Jane Air) — вокал, Артёмом Кудряшовым (DEADKEDЫ) — гитара, Александром Гоголевым (Spermadonarz) — бас-гитара, Антоном Сагачко (Jane Air) — ударные.
- Вячеслав Соколов (бывш. вокал) и Илья Кухин (бывш. гитара) играли в ныне замороженном пост-хардкор проекте The Wheels Of Sorrow.
- Дмитрий Рубановский был одним из основателей группы Horizon 8 и соло гитаристом на EP Endless (2007).
- Бывшие участники Amatory — Игорь Капранов, Александр Павлов и Дмитрий Рубановский в 2019 году основали новый проект Ауткаст.
- Игорь Капранов основал ещё один муз. проект — дэт-метал-группу Idols to be Faded, где играет на бас-гитаре. Вместе с ним в группе играет Павел Лохнин (барабаны) и Михаил Семков (гитара).
- Вячеслав Соколов после ухода из Amatory стал вести сольный одноимённый хип-хоп/трэп-метал проект, а в конце 2020 года стал участником группы The Korea.
- Сергей Раев и Даниил Светлов в 2021 году участвовали в записи EP группы Gorge of lX (вокал и ударные соответственно).
- Барабанщик Amatory, Даниил «Stewart» Светлов выступает в турах с группой «Нейромонах Феофан» и её сайд-проектом «Пневмослон».

## Состав
Текущие участники
- Денис «Denver» Животовский — бас-гитара (1998—2012, 2014, 2014—наше время), вокал (2001—2012, 2014, 2014—наше время)
- Даниил «Stewart» Светлов — ударные (1998—2012, 2014, 2014—наше время)
- Илья «Eel» Борисов — гитара (2012, 2014, 2014—наше время), вокал (2015—наше время)[125]
- Дмитрий «Helldimm» Музыченко — гитара (2014—наше время), клавишные, семплы (2015)

Бывшие участники
- Евгений «PJ» Потехин — вокал, гитара (1998—2001)
- Сергей «Gang» Осечкин — гитара (2001—2007, умер в 2007)
- Алексей «Lexus» Овчинников — вокал (2001—2004)
- Алексей «Liolik» Скорняков — семплы (2002)
- Александр «Alex» Павлов — гитара (2003—2012, как концертный участник в 2021—2022)
- Игорь «Igor» Капранов — вокал (2004—2010, как концертный участник в 2011—2012, 2021—наше время), семплы (2004)
- Дмитрий «Jay» Рубановский — гитара (2008—2011, как концертный участник в 2007—2008, 2021—2022)
- Вячеслав «Slava» Соколов — вокал (2010—2012, 2014, 2014—2018)
- Илья Кухин — гитара (2011—2012, 2014)
- Сергей Раев — вокал (2019—2024)

Концертные участники
- Николай «Niky» Юрьев — гитара (2006—2007)
- Иван Людевиг — гитара (2007)
- Марк Миронов — ударные (2022)

## Дискография
Студийные альбомы
- 2003 — Вечно прячется судьба
- 2004 — Неизбежность
- 2006 — Книга Мёртвых
- 2008 — VII
- 2010 — Инстинкт обречённых
- 2015 — 6
- 2019 — Doom

## Фильмография
- 2024 — Остановите время. Документальный фильм о группе [AMATORY].

## Список туров
- Screamin and Growlin Tour (октябрь 2004 — август 2005)
- We Play You Die Tour (август 2005 — февраль 2006)
- Discovery Tour (февраль — апрель 2006)
- Rock 5 Tour (апрель — июнь 2006)
- Escape from the Studio Tour (июль — август 2006)
- Live Evil Tour (октябрь 2006 — август 2007)
- Saint Seventh Tour (сентябрь 2007 — декабрь 2008)
- Sold Out Tour (февраль — август 2009)
- Sick&Load Tour (октябрь — декабрь 2009)
- Синие концерты (февраль 2010)
- Instinct Tour (2010—2011)
- X Anniversary Tour (сентябрь 2011 — март 2012)
- Never Say Never Tour (сентябрь — декабрь 2012)
- 6 Tour (сентябрь 2015 — январь 2016)
- 15 лет вне времени (апрель — декабрь 2016)
- Best of the Best Show (октябрь — ноябрь 2017)
- Doom Tour (ноябрь — декабрь 2019)
- Неизбежность XX (октябрь 2024 — сентябрь 2025)

## Отзывы
Журнал Fuzz в статье «[AMATORY]/JANE AIR/ПСИХЕЯ. Долгая трудная дорога» указывает, что все три группы получили признание в одно время благодаря тому, что появились специализированные студии звукозаписи, давшие тем самым дорогу остальным командам в этих направлениях. Amatory, среди прочих, стояла у создания самого рынка альтернативной российской музыки.
Amatory создавали «сеанс общения» на своих выступлениях, что завлекало фанатов, которые считали это важным, когда «никто не понимает, а весь мир против».